# Türnitz
Türnitz es una localidad del distrito de Lilienfeld, en el estado de Baja Austria de Austria. 
Se encuentra ubicada en la zona centro-sur del estado, a poca distancia al sur del río Danubio, al suroeste de Viena y al norte de la frontera con el estado de Estiria.